# Derek Leckenby
Derek Leckenby (Leeds, 14 de maio de 1941 – Manchester, 4 de junho de 1994) foi um músico britânico, que foi guitarrista do grupo Herman's Hermits durante 30 anos.

## Biografia
Nascido em Leeds, estudou na William Hulme's Grammar School, em Manchester, onde também cursou engenharia civil antes de iniciar sua carreira musical, quando se apresentava em um show da banda The Wailers antes de ser recrutado pelo empresário Harvey Lisberg para o Herman's Hermits em 1964.
Além de guitarrista, compôs diversos sucessos juntamente com seus companheiros de grupo e admirava o trabalho do produtor Mickie Most, embora ficasse incomodado com a utilização de músicos de estúdio durante a gravação de outras músicas dos Hermits, atitude considerada "injusta" pelo baixista Karl Green. Leckenby também é creditado como arranjador de 'I'm into Something Good, primeira música de sucesso da banda, e embora estivesse rompido com o vocalista Peter Noone, sempre elogiou o amigo e defendeu seu talento nos vocais. Noone ainda falou positivamente do guitarrista em várias entrevistas.

## Morte
Leckenby seguiu na ativa até descobrir que era portador de um linfoma não Hodgkin, falecendo em 4 de junho de 1994, 21 dias após completar 51 anos de idade (era o mais velho do grupo), sendo o único integrante da formação original dos Hermits que veio a óbito.